# Gruiformes
Los gruiformes son un orden de aves neognatas,  muy diverso, que contiene actualmente seis familias, entre las que se destacan las grullas y los rascones. El grupo fue bautizado por el nombre latino de la grulla «Grus», y por ello el nombre de este orden significa «los que tienen forma de grulla».
Tradicionalmente, las familias de aves terrestres que no parecían pertenecer a ningún otro orden eran clasificadas como Gruiformes. Se incluyeron las avutardas de tierra, las grullas grandes, las gallinetas y gallaretas relativamente pequeñas, así como una variedad de familias muy pequeñas, algunas de ellas que contienen simplemente una sola especie. 
A primera vista, los Gruiformes parecen tener poco en común entre sí porque son morfológicamente muy diversos. Sin embargo, la evidencia anatómica indica que varios grupos dentro de los gruiformes tradicionales aparecen relacionados genéticamente. Se reconocen varios subconjuntos de Gruiformes. Los Rallidae y los Heliornithidae son asociados como el Ralli (aunque autoridades en sistemática han propuesto que los Rallidae merecen ser un orden). Aramidae y los Psophiidae forman parte de los Gruiformes.

## Taxonomía y filogenia
Sólo existen dos clados suprafamiliares (grupos naturales) entre las aves tradicionalmente clasificadas como Gruiformes. Los raposos (Rallidae), los rabilargos (Sarothruridae), los pinzones y los sungrebe (Heliornithidae), los adzebills (Aptornithidae), los trompeteros (Psophiidae), las lapas (Aramidae) y las grullas (Gruidae) componen el suborden Grues y se denominan "core-Gruiformes".  Estos son los únicos Gruiformes verdaderos. El suborden Eurypygae incluye el kagu (Rhynochetidae) y el sunbittern (Eurypygidae). Éstos no están ni remotamente emparentados con los grués. Las familias de los mesites o roatelos (Mesitornithidae), las codornices botoneras (Turnicidae), los vagabundos de llanura australianos (Pedionomidae), las seriemas (Cariamidae) y las avutardas (Otididae) representan linajes distintos y no relacionados. Muchas familias conocidas sólo por fósiles han sido asignadas a los Gruiformes, por ejemplo, Ergilornithidae, Phorusrhacidae, Messelornithidae, Eogruidae, Idiornithidae, Bathornithidae, por citar sólo algunas (véase más abajo). Aunque algunos de ellos se parecen superficialmente a las grullas y existe la posibilidad de que algunos estén emparentados con familias existentes tradicionalmente incluidas en los Gruiformes, no hay familias completamente extinguidas que puedan asignarse con seguridad al núcleo de los Gruiformes.
El orden tradicional Gruiformes fue establecido por el influyente anatomista comparativo aviar alemán Max Fürbringer (1888). A lo largo de las décadas, muchos ornitólogos sugirieron que los miembros del orden estaban en realidad más estrechamente emparentados con otros grupos (revisado por Olson 1985, Sibley y Ahlquist 1990). Por ejemplo, se pensó que los sunbittern podrían estar emparentados con las garzas y que las seriemas podrían estar emparentadas con los cucos. Olson y Steadman (1981) fueron los primeros en desmembrar correctamente cualquiera de los Gruiformes tradicionales. Reconocieron que el pájaro llanero australiano (familia Pedionomidae) era en realidad un miembro de las aves playeras (orden Charadriiformes) basándose en caracteres esqueléticos. Esto fue confirmado por Sibley y Ahlquist (1990) basándose en la hibridación ADN-ADN y posteriormente por Paton et al. (2003), Paton y Baker (2006) y Fain y Houde (2004, 2006). Además, Sibley y Ahlquist eliminaron a la codorniz botonera (Turnicidae) de los Gruiformes basándose en las grandes distancias de hibridación ADN-ADN con otros supuestos Gruiformes. Sin embargo, no fue hasta los trabajos de Paton et al. (2004) y Fain y Houde (2004, 2006) que se documentó la correcta ubicación de las codornices botoneras dentro de las aves playeras (orden Charadriiformes) sobre la base del análisis filogenético de múltiples loci genéticos. Utilizando secuencias de ADN ribosómico 12S, Houde et al. (1997) fueron los primeros en presentar pruebas genéticas moleculares de la polifilia de los gruiformes, aunque aparentemente no les convencieron. Sin embargo, sobre la base de numerosos datos de secuencias adicionales, se ha demostrado de manera decisiva que los Gruiformes tradicionalmente reconocidos constan de cinco a siete clados no relacionados (Fain y Houde 2004, Ericson et al. 2006, Hackett et al. 2008).
Fain y Houde (2004) propusieron que los Neoaves se dividen en dos clados, Metaves y Coronaves, aunque desde el principio se ha sugerido que Metaves puede ser parafilético (Fain y Houde 2004, Ericson et al. 2006, Hackett et al. 2008). Los sunbittern, kagu y mesites se agrupan dentro de Metaves, pero todos los demás linajes de "Gruiformes" se agrupan con una colección de aves acuáticas o terrestres dentro de Coronaves. Esta división ha sido mantenida por el análisis combinado de hasta 30 loci independientes (Ericson et al. 2006, Hackett et al. 2008), pero depende de la inclusión de uno o dos loci específicos en los análisis. Un locus, el ADN mitocondrial, contradice la monofilia estricta de los Coronaves (Morgan-Richards et al. 2008), pero la reconstrucción de la filogenia basada en el ADN mitocondrial es complicada por el hecho de que se han estudiado pocas familias, las secuencias están muy saturadas (con mutaciones retrospectivas) en niveles profundos de divergencia, y están plagadas de un fuerte sesgo de composición de bases.
El kagu y el Eurypyga helias son los parientes más cercanos entre sí. Se había propuesto (Cracraft 2001) que ellos y los recientemente extinguidos adzebills (familia Aptornithidae) de Nueva Zelanda constituyen un linaje Gondwanan distinto. Sin embargo, se cree que los sunbittern y los kagu divergieron entre sí mucho después de la ruptura de Gondwana y los adzebills son, de hecho, miembros de los Grues (Houde et al. 1997, Houde 2009). Las seriemas y avutardas representan linajes distintos dentro de las aves acuáticas neoavícolas.
|  | Psophiidae                                           |
|  |                                                      |
|  | \| \| Aramidae \| \| \| \| \| \| Gruidae \| \| \| \| |
|  |                                                      |
|  | Aramidae                                             |
|  |                                                      |
|  | Gruidae                                              |
|  |                                                      |

|  | Aramidae |
|  |          |
|  | Gruidae  |
|  |          |

|  | Rallidae                                                         |
|  |                                                                  |
|  | \| \| Heliornithidae \| \| \| \| \| \| Sarothruridae \| \| \| \| |
|  |                                                                  |
|  | Heliornithidae                                                   |
|  |                                                                  |
|  | Sarothruridae                                                    |
|  |                                                                  |

|  | Heliornithidae |
|  |                |
|  | Sarothruridae  |
|  |                |

|  | Psophiidae                                           |
|  |                                                      |
|  | \| \| Aramidae \| \| \| \| \| \| Gruidae \| \| \| \| |
|  |                                                      |
|  | Aramidae                                             |
|  |                                                      |
|  | Gruidae                                              |
|  |                                                      |

|  | Aramidae |
|  |          |
|  | Gruidae  |
|  |          |

|  | Rallidae                                                         |
|  |                                                                  |
|  | \| \| Heliornithidae \| \| \| \| \| \| Sarothruridae \| \| \| \| |
|  |                                                                  |
|  | Heliornithidae                                                   |
|  |                                                                  |
|  | Sarothruridae                                                    |
|  |                                                                  |

|  | Heliornithidae |
|  |                |
|  | Sarothruridae  |
|  |                |

La taxonomía del orden Gruiformes es controvertida. Varios taxones han sido rechazados por Sibley & Ahlquist. La evidencia molecular disponible sugiere que los Otididae, Eurypygidae, Rhynochetidae, Cariamidae, Mesitornithidae y Turnicidae no pertenezcan propiamente al orden Gruiformes. Eurypygidae y Rhynochetidae son similares y son representes probablemente de Ardeiformes, y por consiguiente asociado con ciertas aves que se clasifican tradicionalmente como Ciconiiformes. Mesitornithidae y Cariamidae probablemente son Cuculiformes pero Otididae no parecen estar cerca de otras aves existentes y la situación de Turnicidae no está resuelta. Estudios de ADN clasificado Pedionomus torquatus como un Charadriiforme en lugar de un Turnicidae.
Según Clements, el orden Gruiformes incluye diez familias: Además, varias familias fósiles han sido consideradas, con mayor o menor certidumbre, gruiformes .
- Suborden Ralli
  - Familia Rallidae (rascones, gallinetas y relacionados)
  - Familia Heliornithidae (zambullidores de sol)
  - Familia Sarothruridae
- Suborden Grui
  - Familia Gruidae (grullas)
  - Familia Aramidae (carrao)
  - Familia Psophiidae (trompeteros)

## Características generales
El tamaño de las aves gruiformes varía desde las diminutas torillos (Turnix) y los rascones en miniatura, como la polluela negra (Laterallus jamaicensis), que apenas miden 15 cm, hasta la majestuosa grulla sarus (Grus antigone) de la India, que alcanza casi 1,6 metros de altura. La enorme avutarda kori (Ardeotis kori) y la gran avutarda euroasiática (Otis tarda) pueden pesar hasta 18 kg y son las aves voladoras modernas más pesadas. La estructura de los gruiformes varía mucho; algunos están adaptados para vivir en el agua o cerca de ella, otros para vivir en tierra. Algunos gruiformes vuelan bien, pero varias especies no vuelan.
Como grupo, los gruiformes son probablemente más conocidos por sus impresionantes y gráciles exhibiciones de cortejo, las más famosas de las cuales, las danzas de las grullas, son imitadas y adaptadas por muchos pueblos nativos. Los ainu de Japón tienen una danza en honor de la grulla de coronilla roja (Grus japonensis), y muchos pueblos africanos imitan la danza de la grulla coronada cuellinegra (Balearica pavonina). Menos conocidos pero no menos espectaculares son el llamativo despliegue de alas de la tigana (Eurypyga helias) y el pavoneo y estruendo de las avutardas más grandes.

## Hábitat
Las aves gruiformes viven en diversos hábitats, desde el agua y las marismas hasta las llanuras áridas. Los más acuáticos son las aves sol (heliornítidos) y las fochas o gallaretas (Fulica). Los primeros viven a lo largo de arroyos de corriente lenta donde la abundante vegetación colgante les proporciona cobertura, los segundos en aguas más abiertas. La mayoría de los rascones viven en marismas de agua dulce o salada. El carrao (Aramus guarauna) es esencialmente un ave palustre; en Florida habita las marismas de hierba de sierra y los pantanos de cipreses de los Everglades. Las grullas tienden un puente entre las aves de marisma y las de secano, ya que anidan en marismas pero aparecen en llanuras abiertas y campos cultivados durante la migración y el invierno. El avetoro común (Botaurus stellaris) prefiere las riberas arboladas y fangosas, pero también se encuentra en bosques alejados del agua. Los trompeteros (Psophia), los mesitornitidos, el kagú y algunos rascones viven en bosques y matorrales densos. El resto de familias de gruiformes habitan en zonas más abiertas: las seriemas (o chuñas) de Sudamérica prefieren los pastizales o las llanuras polvorientas y cálidas con arbustos dispersos; las avutardas del Viejo Mundo, los torillos y los eremitas de llanura prefieren las llanuras abiertas y cubiertas de hierba, aunque aceptan los pastos viejos y los campos cultivados.

## Interacción con el ser humano
Aunque el impacto humano sobre ellas es muy grande, las aves gruiformes, debido a su escasez, tienen un impacto insignificante sobre los humanos. Con las posibles excepciones de la grulla cenicienta (Grus canadensis), que desciende sobre los campos de cereales de las praderas canadienses durante la migración otoñal, causando algunos daños a las cosechas, y la brolga, o grulla australiana (Grus rubicundus), que causa daños similares en Queensland, ningún gruiforme puede considerarse perjudicial para los intereses humanos; algunas de las especies más grandes, de hecho, se cazan como alimento o por deporte.